# バクー・ジャズ・フェスティバル
座標: 北緯40度23分43秒 東経49度52分56秒 / 北緯40.39528度 東経49.88222度
バクー・ジャズ・フェスティバル（英語: Baku Jazz Festival、略称：BJF）は、 アゼルバイジャン・バクーで開催されているジャズ・フェスティバルである。バクー出身のサックス奏者でジャズミュージシャンのレイン・スルタノフが創設した。
このイベントはアゼルバイジャンの長年にわたるジャズへの愛着を紹介し、ジャズが1950年代から1960年代の期間にソビエト当局によって非合法とされていた時代にも思いを馳せる趣旨もある。
第一回の2005年4月に開会イベントが開催され、オーストリアのジョー・ザヴィヌル、ドイツのクリストフ・ビュッセトリオ、ロシアのヤコブ・オクンカルテットなどが出演。この開会イベントでは、アゼルバイジャンにおけるジャズ創世記を形作った音楽家で、1994年のバクー地下鉄爆破事件で死去したラフィク・ババーエフとガヤ・カルテットや、ピアニストのヴァギフ・ムスタファ・ザデへの敬意を表する内容も盛り込まれた。
2006年にはハービー・ハンコックとアル・ジャロウなどが参加した。2023年には第18回が開催された。

## ギャラリー

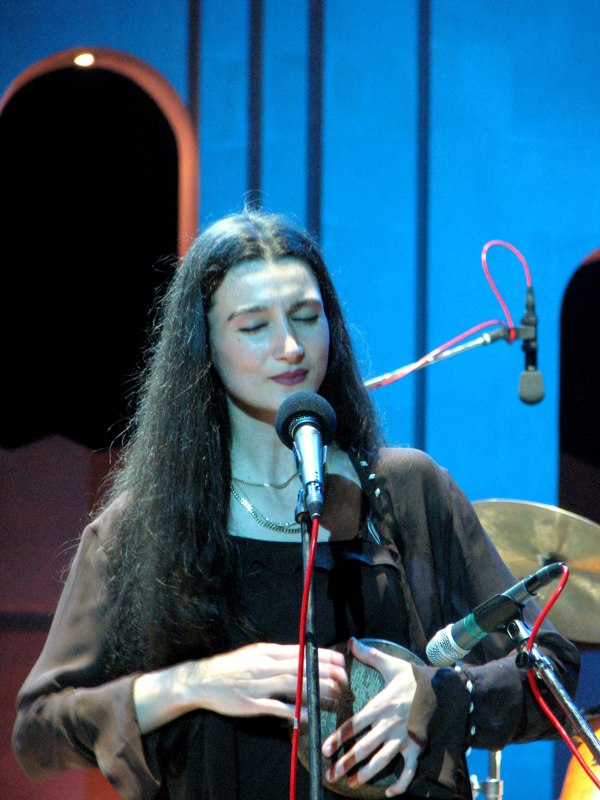
アジザ・ムスタファ・ザデ 2007
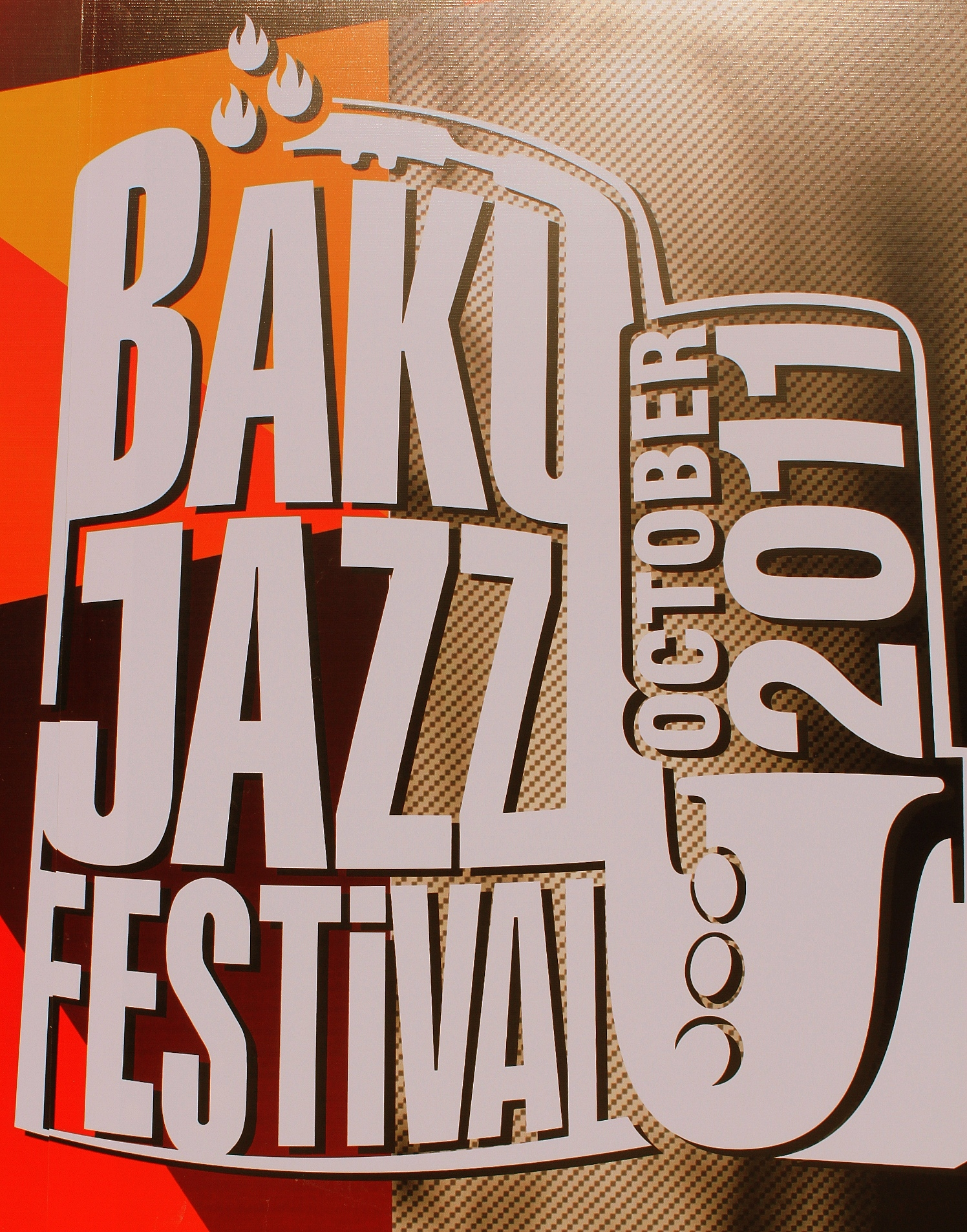
バクー・ジャズフェスティバル2011のポスター
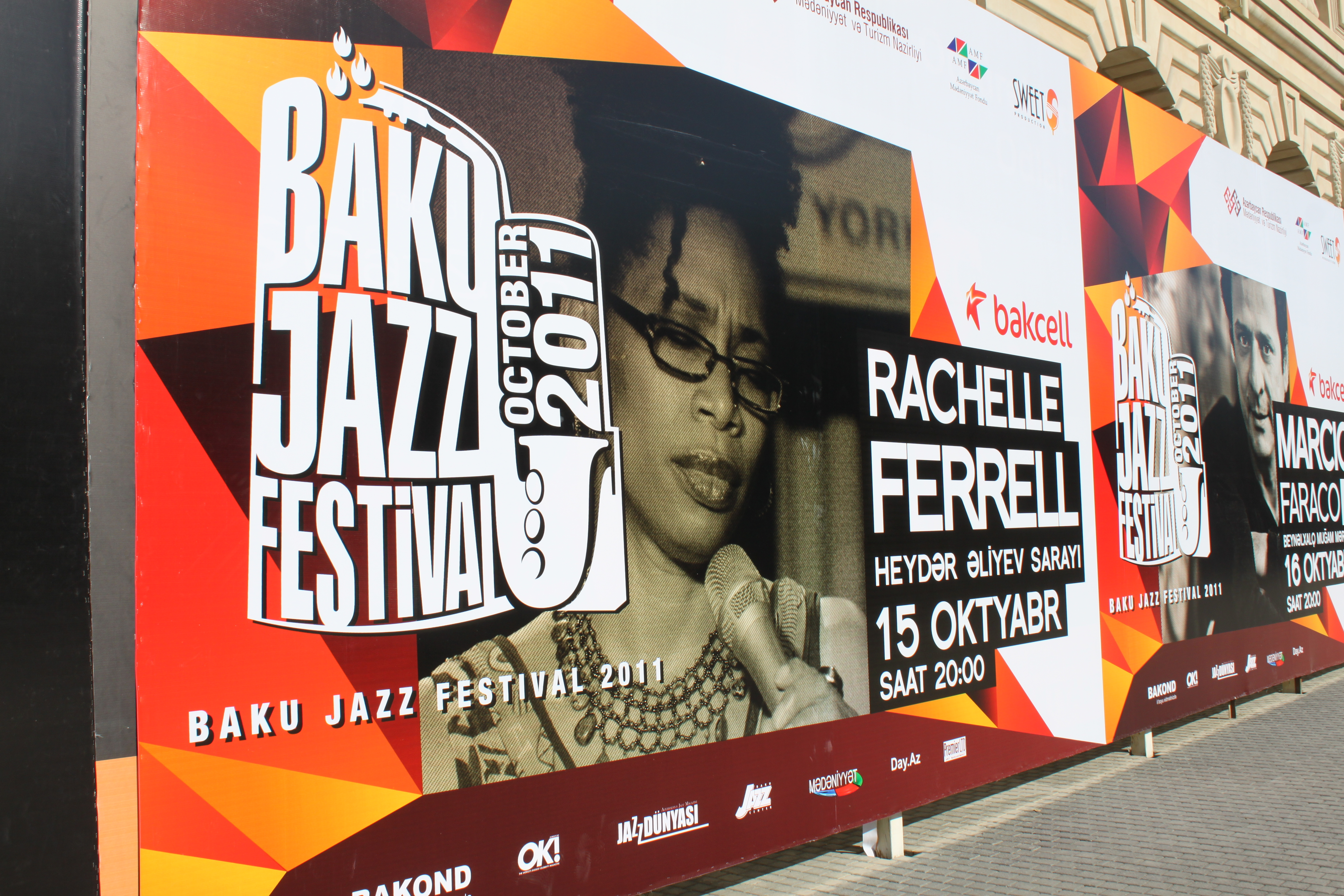
バクー・ジャズフェスティバル2011のポスター
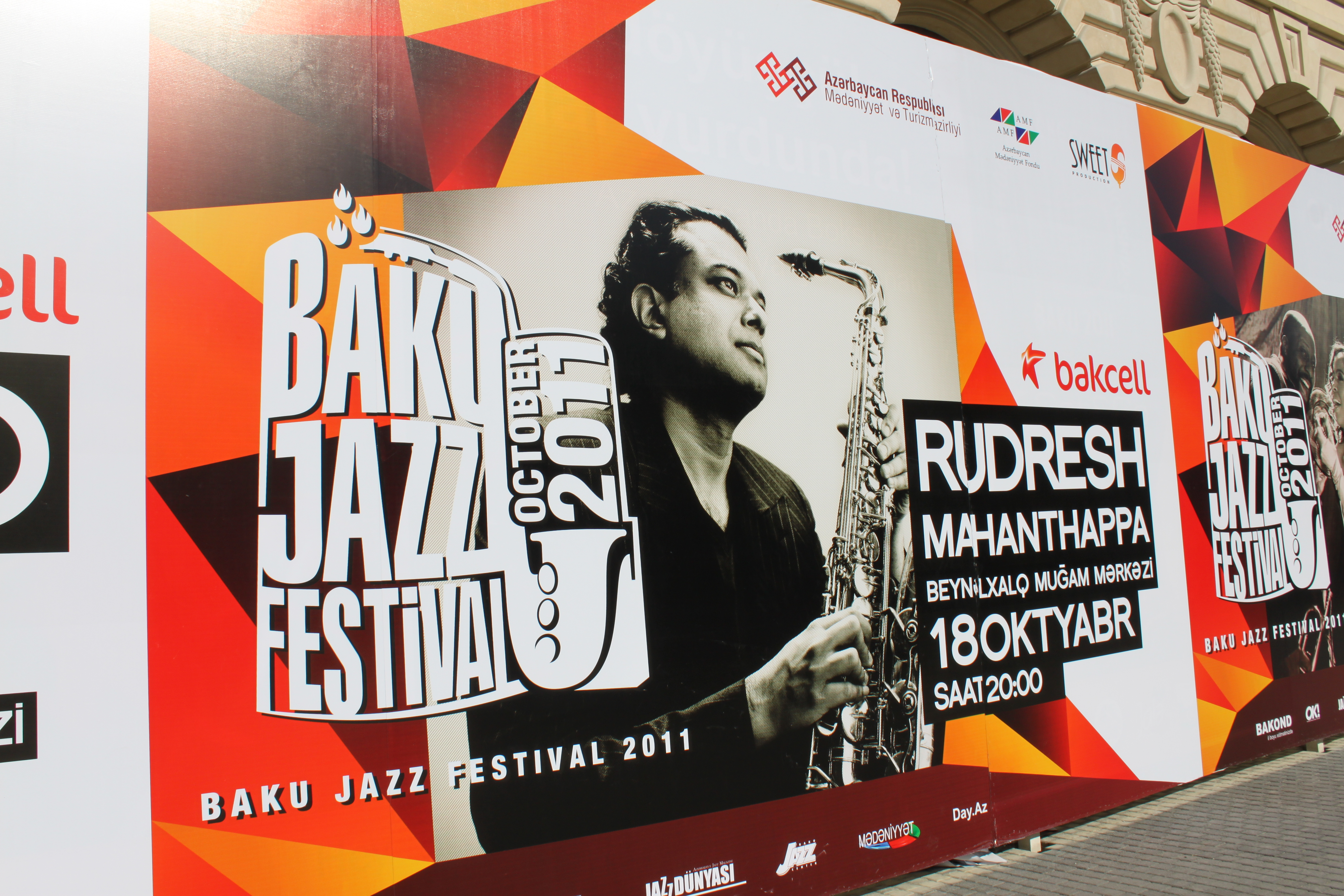
バクー・ジャズフェスティバル2011のポスター